# Роберт Інгерсолл Ейткен

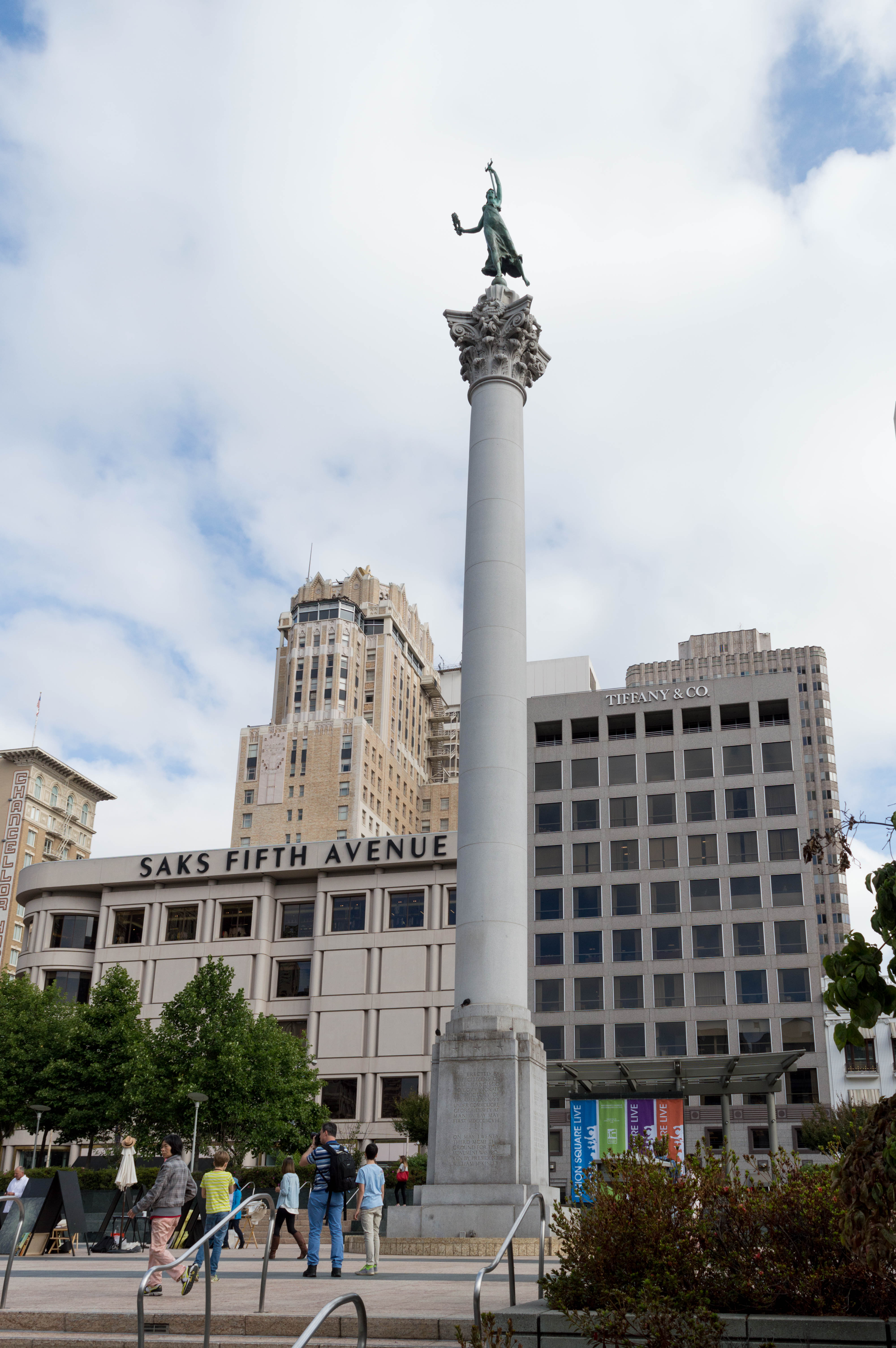
Пам'ятник Джорджу Дьюї

Роберт Інгерсолл Ейткен (англ. Robert Ingersoll Aitken; 8 травня 1878, Сан-Франциско, Каліфорнія, США — 3 січня 1949, Нью-Йорк, США) — американський скульптор і медальєр. 

## Біографія
Закінчив художній інститут Сан-Франциско. У 1901-1904 році викладав в Інституті. У 1904 році відправився в Париж, де продовжив навчання. Пізніше повернувся на батьківщину, оселився в Нью-Йорку, де працював викладачем у Лізі студентів-художників. 

## Творчість

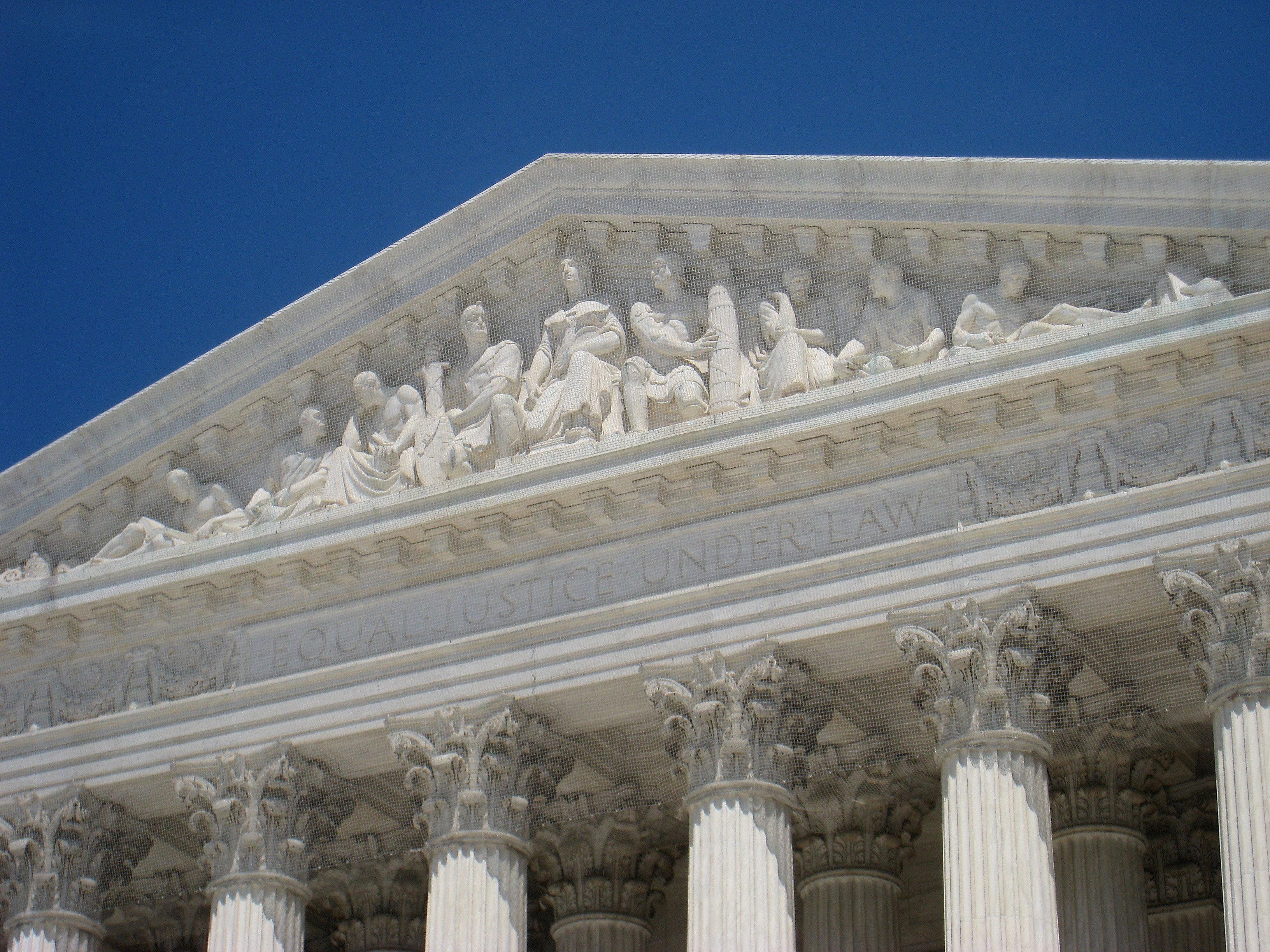
Західний фасад будівлі Верховного суду США

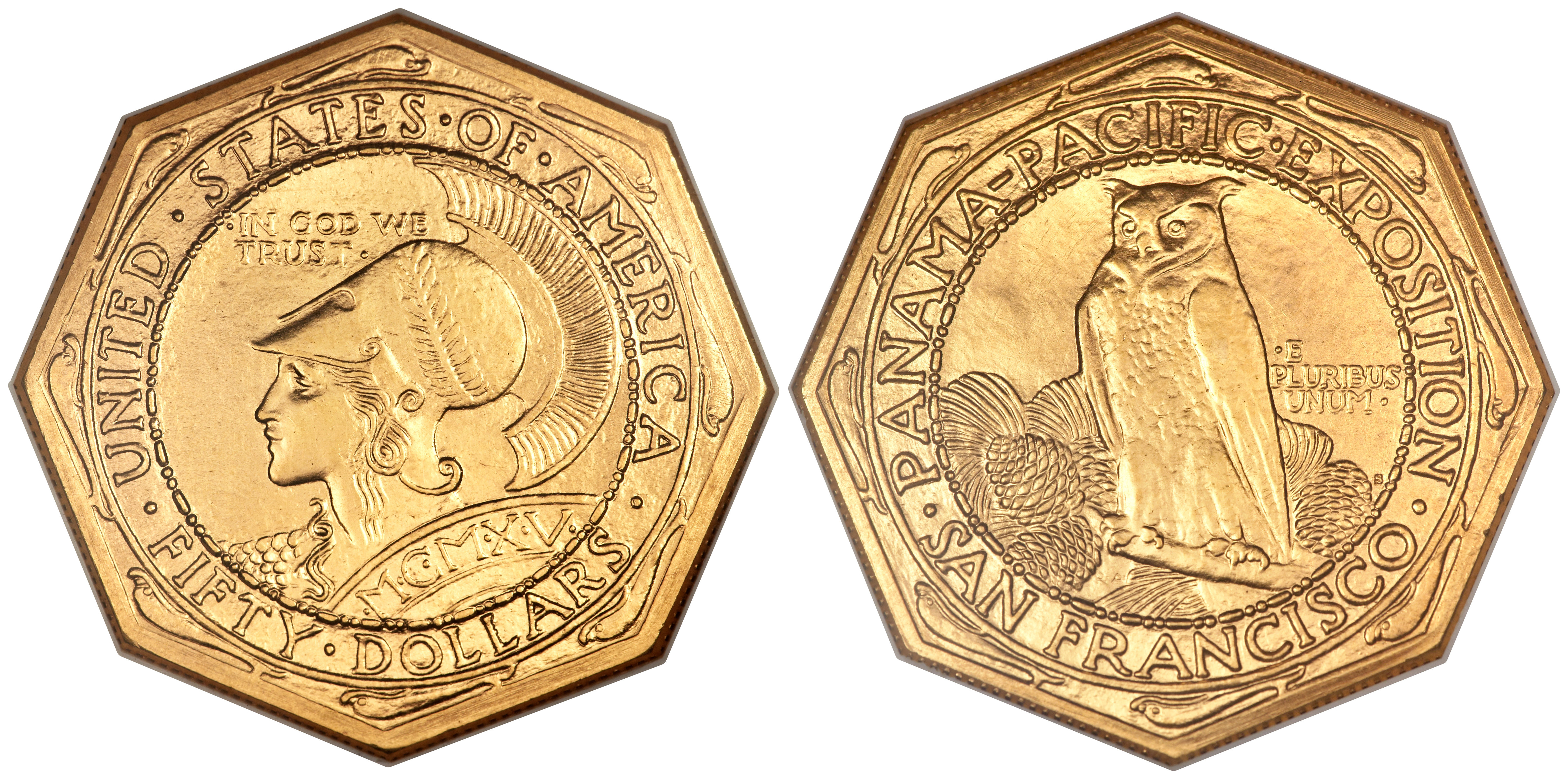

Автор ряду монументальних творів. Одна з найвідоміших його робіт — західний фасад неокласичної будівлі Верховного Суду США в м.Вашингтон, Федеральний округ Колумбія. Скульптурна композиція» рівність юстиції і закону "над входом в будівлю Верховного суду складається з дев'яти фігур, в центрі розташована алегорія Свободи. 
У Сан-Франциско (Каліфорнія, США) за його проектом в 1903 році споруджений Пам'ятник Джорджу Дьюї, американського флотоводцю, єдиній людині в історії, удостоєного вищого військового звання флоту США — адмірала військово-морських сил. 
Йому також належать кілька військових скульптур у Вест-Пойнті, Храм музики в Сан-Франциско, скульптурні роботи для Національного музею і меморіалу Першої світової війни в Канзас-Сіті (Міссурі), «Фонтан землі» для панамської тихоокеанської виставки в Сан-Франциско та ін. 
Крім того, мав успіх як дизайнер монет і медалей. Багато працював в медальєрному справі, створюючи як медалі різних організації, так і просто пам'ятні знаки і прикраси. Він автор пам'ятних восьмикутних золотих монет номіналом 50 доларів для Панамо-тихоокеанської виставки 1915 року , а також офіційної медалі цього заходу. 

Часто працював у стилі класицизму (з часткою ар-нуво). 

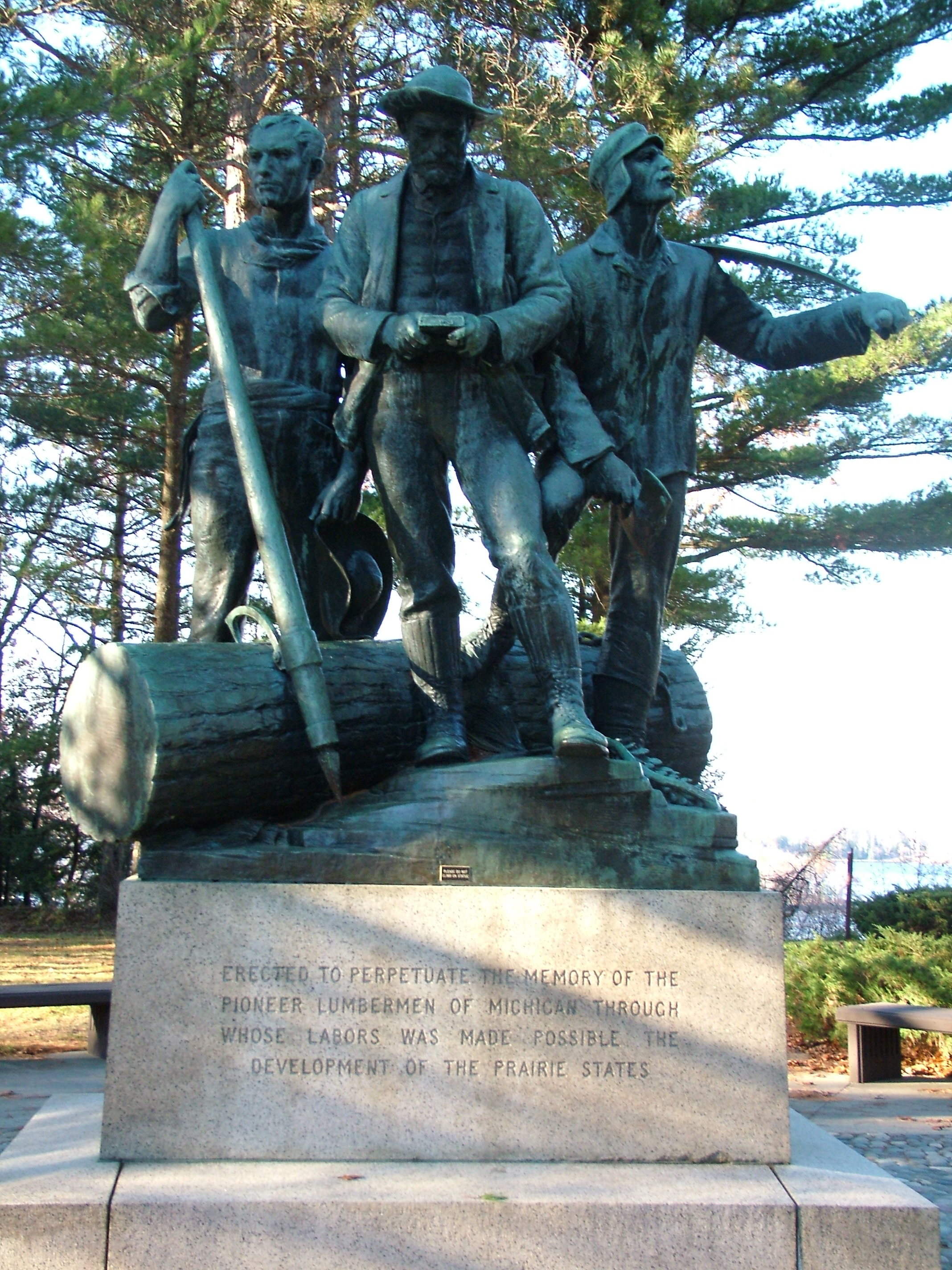
Пам'ятник лісорубу (Мічиган)
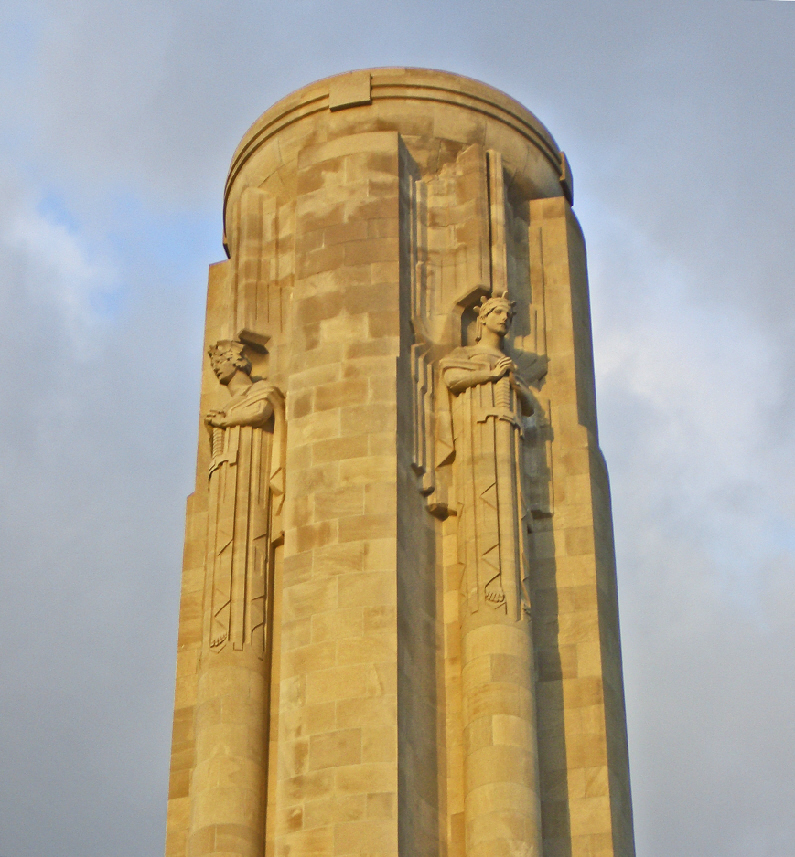
Фрагмент меморіалу Свободи в Канзас-Сіті (Міссурі)
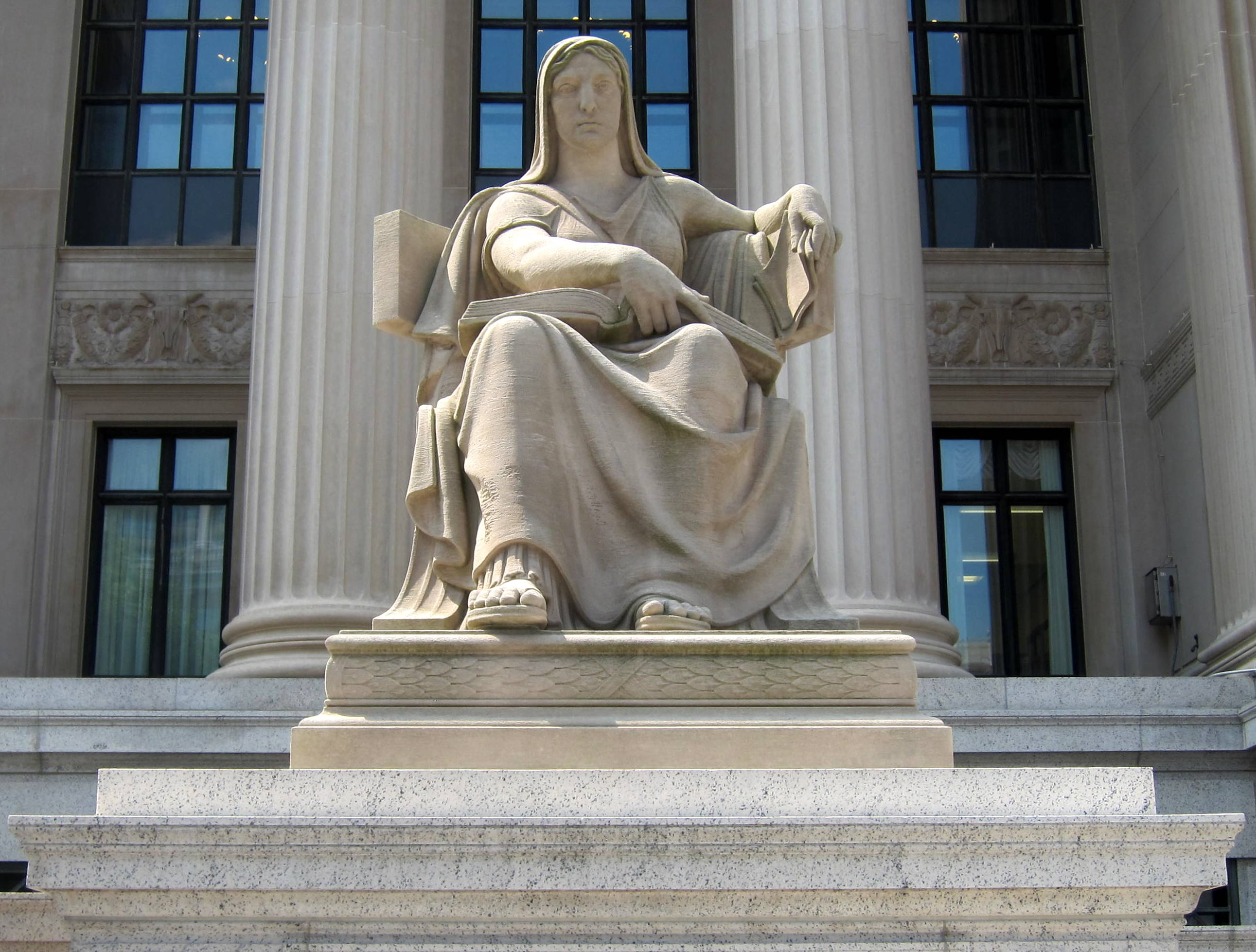
Алегорія «Майбутнє» перед Національним керуванням архівів і документації (США)
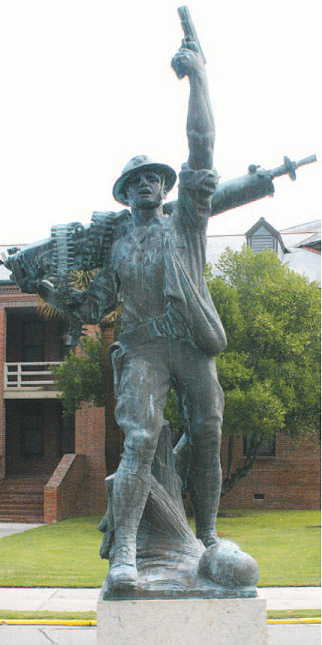
Пам'ятник морській піхоті США (рекрутські депо морської піхоти Перріс-Айленд)